# 奥尔比凯河
奥尔比凯河（法語：Orbiquet，法語發音：[ɔʁbikɛ]）是法国诺曼底大区卡尔瓦多斯省的河流，是圖克河的右支流，长29.7千米，发源自拉福勒蒂耶尔-阿布农，于利雪流入图克河。